# Kövér György
Kövér György (Hajdúböszörmény, 1949. január 5. –) magyar történész, egyetemi tanár, az MTA rendes tagja, az MTA Gazdaságtörténeti Bizottságának elnöke.

## Életpályája
A hajdúböszörményi Bocskai István Gimnáziumban érettségizett. Debrecenben, a Kossuth Lajos Tudományegyetem bölcsészkarán 1973-ban szerzett történelem-orosz szakos tanári diplomát. Ezt követően a Közgazdaságtudományi Egyetem tudományos munkatársa majd tanára volt. (1974-1998). 1993 és 2012 között az ELTE Történetszociológiai Tanszékének, 1998 óta az ELTE BTK Történeti Intézet Gazdaság- és Társadalomtörténeti Tanszékének docense, majd professzora. 2001 óta a Társadalom- és gazdaságtörténet Doktori Program vezetője.
Gazdaságtörténeti könyveivel szerzett tudományos hírnevet, a szélesebb olvasóközönség körében azonban a Losonczy Géza életéről és munkásságáról szóló kötetével vált ismertté. A monográfia komoly tudományos hiányokat is pótolt, hiszen 1956 forradalmi eseményeinek egyik leglényegesebb szereplőjéről alig állt rendelkezésre szakirodalom.
Munkássága az utóbbi években egyre inkább a társadalomtörténet, életmódtörténet, mentalitástörténet irányába fordult, számos újszerű hangvételű esszét publikált ebből a témakörből (Kisvárosi elit társaságok, Békebeli agglegénykedések, Kisemberek nagy (élet)történetei). A tiszaeszlári dráma című, 750 oldalas nagymonográfiája a hírhedt tiszaeszlári vérvádügyet társadalomtörténészként gondolta újra, személyközpontúan, a per szereplőiről és a falubeliekről részletgazdag portrékat adva; az MTA doktori fokozatát nyerte el vele. Munkásságáért 2012-ben Akadémiai Díjban részesült. 2015-ben Hajdúböszörmény város díszpolgára lett. 2016-ban az MTA levelező, 2022-ben rendes tagjává választották.

## Művei
- 1873. Egy krach anatómiája (1986).
- Iparosodás agrárországban. Magyarország gazdaságtörténete 1848-1914 között (1982).
- A Magyar Külkereskedelmi Bank története dokumentumokban és emlékezésekben (2001).
- Losonczy Géza, 1917-1957 (1998).
- A tiszaeszlári dráma – Társadalomtörténeti látószögek (Osiris Kiadó, Bp., 2011, ISBN 9789632760551)
- A pesti City öröksége. Banktörténeti tanulmányok; BFL, Bp., 2012 (Várostörténeti tanulmányok)
- Mibunshakai to shiminshakai. 19 seiki Hangari shaikishi (Magyarország társadalomtörténete a reformkortól a második világháborúig); röv. kiad.; japánra ford. Hirata Takeshi; Tosui Shobo, Tokio, 2013 (Ningen kagaku sosho, 45.)
- Biográfia és társadalomtörténet; Osiris, Bp., 2014
- Krisen/Geschichten in mitteleuropäischem Kontext. Sozial- und wirtschaftgeschichtliche Studien zum 19./20. Jahrhundert / Válság/történetek közép-európai összefüggésben. Társadalom- és gazdaságtörténeti tanulmányok a 19-20. századról; szerk. Keller Márkus, Kövér György, Sasfi Csaba; Institut für Ungarische Geschichtsforschung in Wien–Balassi Intézet–Collegium Hungaricum Wien–Ungarische Archivdelegation beim Haus-, Hof- und Staatsarchiv, Wien–Bp., 2015 (Publikationen der Ungarischen Geschichtsforschung in Wien, 12.)

## Kisebb publikációi
- Kisvárosi elit társaságok. Debrecen, 1995.
- Egy biedermeier cipszer polgárcsalád életstratégiája. Debrecen, 1997.
- A tékozló Wotzasik fiúk, HOLMI online folyóirat, 2000.
- Békebeli agglegénykedések. Nyíregyháza, 2003.
- Báró Ullmann György naplójegyzetei. Valóság, 1993.
- Nagy vagyonok legendáriuma. Café Bábel, 1997.
- Kisemberek nagy (élet)történetei. Kecskemét, 2003.